# Antonio María Vicente Narciso Borrero y Cortázar

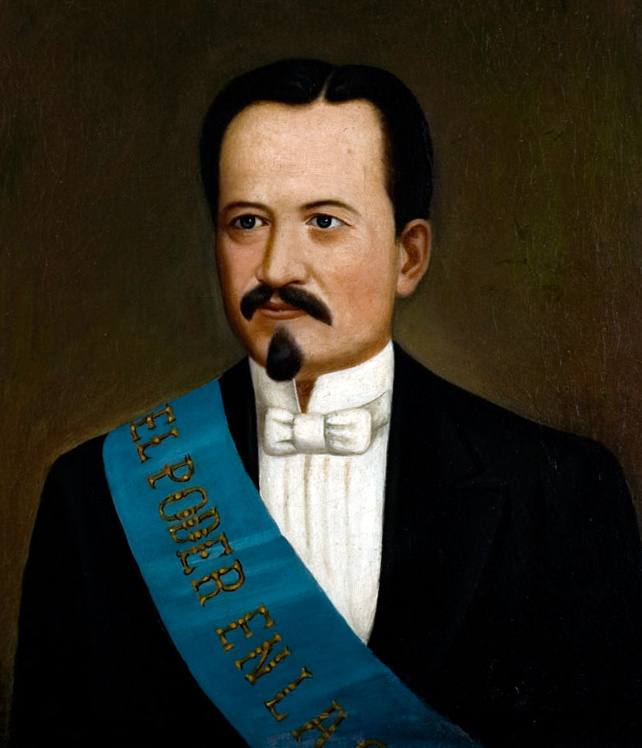
Antonio Borrero

Antonio María Vicente Narciso Borrero y Cortázar (Cuenca, 29 oktober 1827 - Quito, 9 oktober 1911) was een Ecuadoraans politicus.
Antonio Borrero werd gedoopt in de kathedraal van Santa Ana de Cuenca. Zijn vader, Manuel Borrero Seminario, was lid van het parlement en minister in het kabinet van de eerste president van Ecuador, Juan José Flores. Zijn moeder, María Francisca Cortázar y Requena was de nicht van de bisschop van Cuenca.
Borrero volgde onderwijs aan het seminarie en studeerde daarna rechten en canoniek recht. Vervolgens studeerde hij rechten aan de Centrale Universiteit van Quito. Hij werd na zijn afstuderen een van de rechters, en later, president van het hooggerechtshof.
Sinds 1849 schreef hij met regelmaat in diverse kranten, onder andere El Cuencano van fray Vicente Solano en in 1856 richtte hij een eigen krant op, La República, een federalistisch getinte krant, die als slogan "centralisatie is de dictatuur" droeg. In 1857 werd Borrero in het Congres (parlement) gekozen. Later werd de La República door president Robles verboden vanwege kritiek op de president. De krant verscheen echter weer in 1859 in de door de Voorlopige Regering van Quito beheerde gebieden. Borrero koos duidelijk de kant van de voorlopige regering. Echter, nadat de Gabriel García Moreno president was geworden, bekritiseerde hij de ongrondwettelijkheden van zijn regering. Als reactie op de dictatoriale neigingen van García Moreno en diens opvolgers stichtte hij in 1862 El Centinela ("De Wachtpost"), een liberale krant.
In 1863 deed Borrero mee met de verkiezingen voor het vicepresidentschap; hij won deze verkiezingen met een kleine meerderheid. Hij weigerde echter het vicepresidentschap op zich te nemen, omdat hij meende dat hij niet democratisch was gekozen. President García Moreno verweet hem dat hij een "demagoog" was, omdat hij het democratisch gehalte van de verkiezingen in twijfel trok. Daarna koos hij de kant van de oppositie en werd leider van de rooms-katholieke liberalen van Cuenca en steunde presidentskandidaat Francisco Javier León y Chiriboga en bekritiseerde de staatsgreep van José Javier Espinosa, die García Moreno weer terughaalde naar Ecuador en daarna weer president werd. García Moreno probeerde Borrero voor zich te winnen door hem tot openbaar aanklager van Azuay en Loja te maken, hij weigerde echter. In 1875 weigerde hij het als oppositiekandidaat op te nemen tegen García Moreno, die de verkiezingen opnieuw won, maar kort daarop in de kathedraal van Quito werd vermoord.
Borrero won de presidentsverkiezingen van 1875 en werd op 9 december 1875 president. In 1876 benoemde hij generaal Mario Ignacio de Veintemilla tot opperbevelhebber van het leger. Veintemilla kwam op 8 september echter in opstand tegen de president en liet zich tot staatshoofd. Op 18 december zette hij Borrero af en zond hem in ballingschap. Borrero vestigde zich achtereenvolgens in Colombia, Peru en Chili. In 1883 (val van Veintemilla) keerde hij naar Ecuador terug en hij was van 1888 tot 1892 gouverneur van de provincie Azuay.
Antonio Borrero overleed op 9 oktober 1911.

## Werken
- Fray Vicente Solano (Biografie)